# Bondarce
Bondarce (biał. Бандарцы; ros. Бондарцы) – wieś na Białorusi, w obwodzie witebskim, w rejonie miorskim, w sielsowiecie Mikołajewo.

## Historia
W czasach zaborów wieś w gminie Mikołajewo, w powiecie dzisieńskim, w guberni wileńskiej Imperium Rosyjskiego. Pod koniec XIX wieku należała do dóbr Sićkowo.
W latach 1921–1945 wieś leżała w Polsce, w województwie wileńskim, w powiecie dziśnieńskim w gminie Mikołajów.
Według Powszechnego Spisu Ludności z 1921 roku zamieszkiwały tu 100 osób, 1 była wyznania rzymskokatolickiego, 96 prawosławnego a 3 mojżeszowego. Jednocześnie 26 mieszkańców zadeklarowało polską a 74 białoruską przynależność narodową. Było tu 20 budynków mieszkalnych. W 1931 w 23 domach zamieszkiwało 121 osób.
Wierni należeli do parafii rzymskokatolickiej w Mikołajowie Dzisieńskim i parafii prawosławnej w Dziśnie. Miejscowość podlegała pod Sąd Grodzki w Dziśnie i Okręgowy w Wilnie; właściwy urząd pocztowy mieścił się w Dziśnie.
W wyniku napaści ZSRR na Polskę we wrześniu 1939 miejscowość znalazła się pod okupacją sowiecką. 2 listopada została włączona do Białoruskiej SRR. Od czerwca 1941 roku pod okupacją niemiecką. W 1944 miejscowość została ponownie zajęta przez wojska sowieckie i włączona do Białoruskiej SRR.
Od 1991 w składzie niepodległej Białorusi.